# في غمضة عين (مسلسل)
في غمضة عين، هو دراما اجتماعية تحكي عن بنتين يتيمتين تربيتا في ملجأ وربطتهما صداقة قوية، ثم تكتشف نبيلة أنغام أن لها عم ثري حمدي أحمد فتذهب لرؤيته هي وصديقتها فاطمة داليا البحيري , و في الطريق تقع حادثة وتعتقد صديقتها أنها ماتت، ويقنعها المحامي محمد الشقنقيري أن تنتحل شخصيتها لكي لا يموت عم نبيلة من الصدمة، بينما تفقد نبيلة ذاكرتها وتدعى ليلى، وتستمر الأحداث .

## ملخص المسلسل
تدور قصة مسلسل في غمضة عين عن التناقض الغريب في النفس البشرية، وعلاقة الصداقة والتضحية التي تقدمها صديقتان هما فاطمة ونبيلة والمسلسل من نوعية الأعمال الاجتماعية .
حيث تدور القصة الرئيسية للعمل حول فتاتان هما فاطمة ونبيلة وهما صديقتان في بداية العشرينات من عمرهما، تربيا معا في أحد ملاجئ الأيتام في محافظة الإسكندرية، وكبرا معا حتى عملتا مشرفتين في الملجأ نفسه، تعانيان من قسوة الحياة في الملجأ، وسوء معاملة مديرة الملجأ لهما، ومن قلة الطعام والكساء، والسرقات التي تتم في الملجأ بتدبير من المديرة وشلتها الفاسدة .

## فريق العمل

### أبطال المسلسل
- أنغام
- داليا البحيري
- حمدي أحمد
- رجاء الجداوي
- محمد الشقنقيري
- أحمد وفيق
- هناء الشوربجي
- أحمد منير
- فتوح أحمد
- أحمد حلاوة
- نجلاء بدر
- دارين حداد
- سالي القاضي

### تأليف
- فداء الشندويلى...

### إخراج
- سميح النقاش